# プロヒューモ事件
プロヒューモ事件（プロフューモじけん、Profumo Affair）は、1962年、当時のイギリスのハロルド・マクミラン政権の陸相であったジョン・プロヒューモが、ソ連側のスパイとも親交があったモデル兼売春婦に国家機密を漏らした事件である。同政権の崩壊につながり、「20世紀最大の英政界スキャンダル」とされる。

## 事件の概要

### ソ連武官への売春

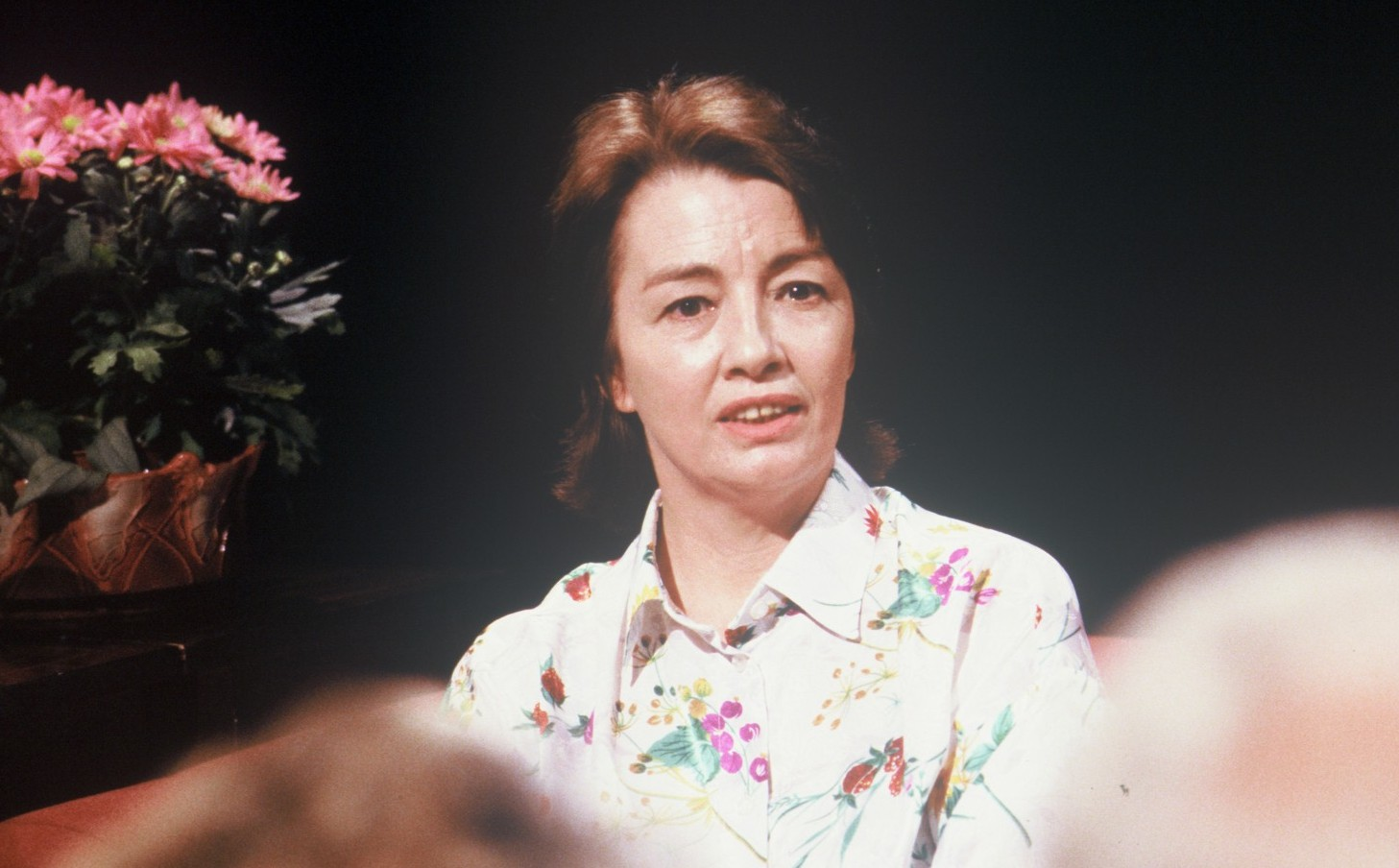
クリスティーン・キーラー（1988年撮影）

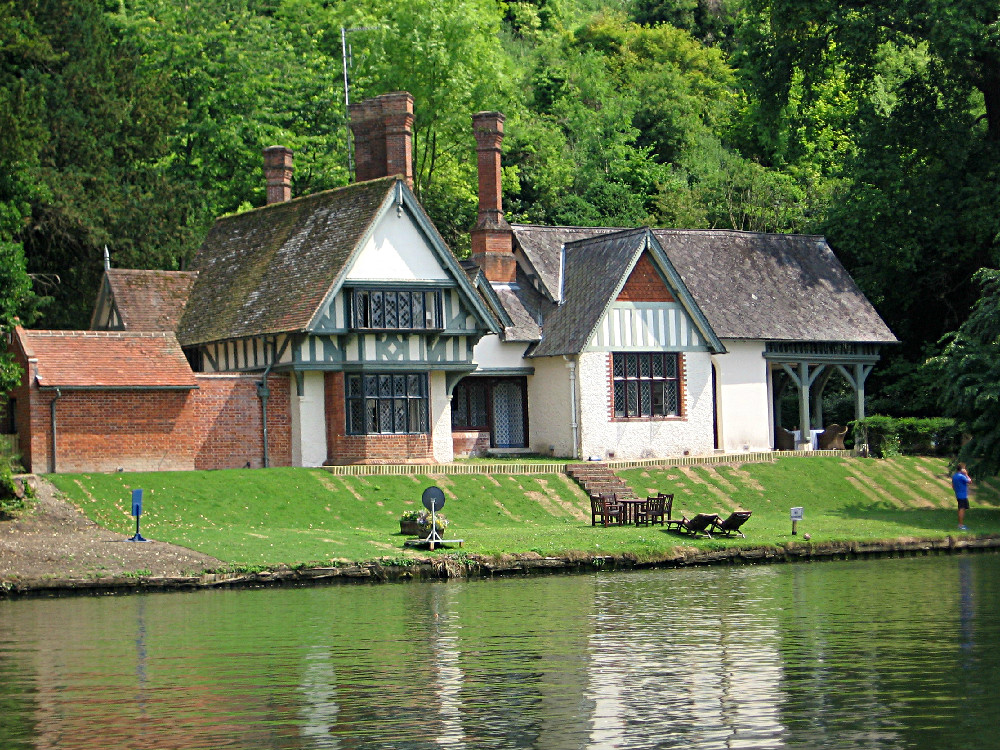
クリーヴデン・ハウス

売春婦でヌードモデルのクリスティーン・キーラーは、当時同棲していた著名な整骨療法師のステファン・ウォードによる斡旋で、駐英ソ連大使館付海軍武官のエフゲニー・イワノフ大佐と金銭を介した肉体関係を持っていた。

### プロヒューモへの売春
その後1961年7月にプロヒューモは、「クリーヴデン・ハウス（バッキンガムシャーにあるアスター子爵ウィリアム・アスター所有のカントリー・ハウス）」で行われた「プール・パーティー」で、キーラーを知人に紹介され、その後キーラーはプロヒューモとも金銭を介した肉体関係を持つことになる。なおこのパーティーには、キーラーと肉体関係を持っていたイワノフ大佐も招かれていた。
間もなくイギリスの上流階級の間においてプロヒューモとキーラーの関係に関する噂が広がり始め、この噂を知った内閣官房長官のサー・ノーマン・ブルックは、「キーラーがイワノフ大佐とも関係している」というMI5長官のサー・ロジャー・ホリスのアドバイスをプロヒューモに話した。プロヒューモはこのアドバイスを受けて1961年8月9日にキーラーに「もはや会うことができない」と手紙で伝え、2人の関係は数週間で終わることとなった。

### 真相発覚
その後、1962年12月に発生した、キーラーと性的関係のある2人の男性の銃撃事件を調査したマスコミが、「キーラーはプロヒューモ陸相と、イギリス駐在ソ連大使館付海軍武官のイワノフ大佐とも親密な関係がある」という情報を入手。しかし、「政治家のプライバシーを尊重する」というイギリスの伝統のため、当初事件は大きく扱われなかった。
しかし1963年3月21日に、イギリス下院で労働党議員ジョージ・ウィッグが「ある傷害事件の証人として出廷を命じられたキーラーと、マクミラン政権の閣僚の1人が関係があり、国家の安全のために事件を追究すべし」とし、噂の真相究明を要求した。疑いをもたれたプロヒューモは、「その女性は知っているが、不品行な関係はない」と下院で潔白を主張した。
その後、キーラーがイワノフ大佐とも肉体関係があったことがマスコミにより明らかになり、国家の軍事機密漏洩事件にまで発展。イギリスのマスコミもこぞってこの事件の詳細を報道、国内の大きな関心事となった上、アメリカやフランス、西ドイツなどのイギリスの同盟国でも大きく報じられた。

### 辞任

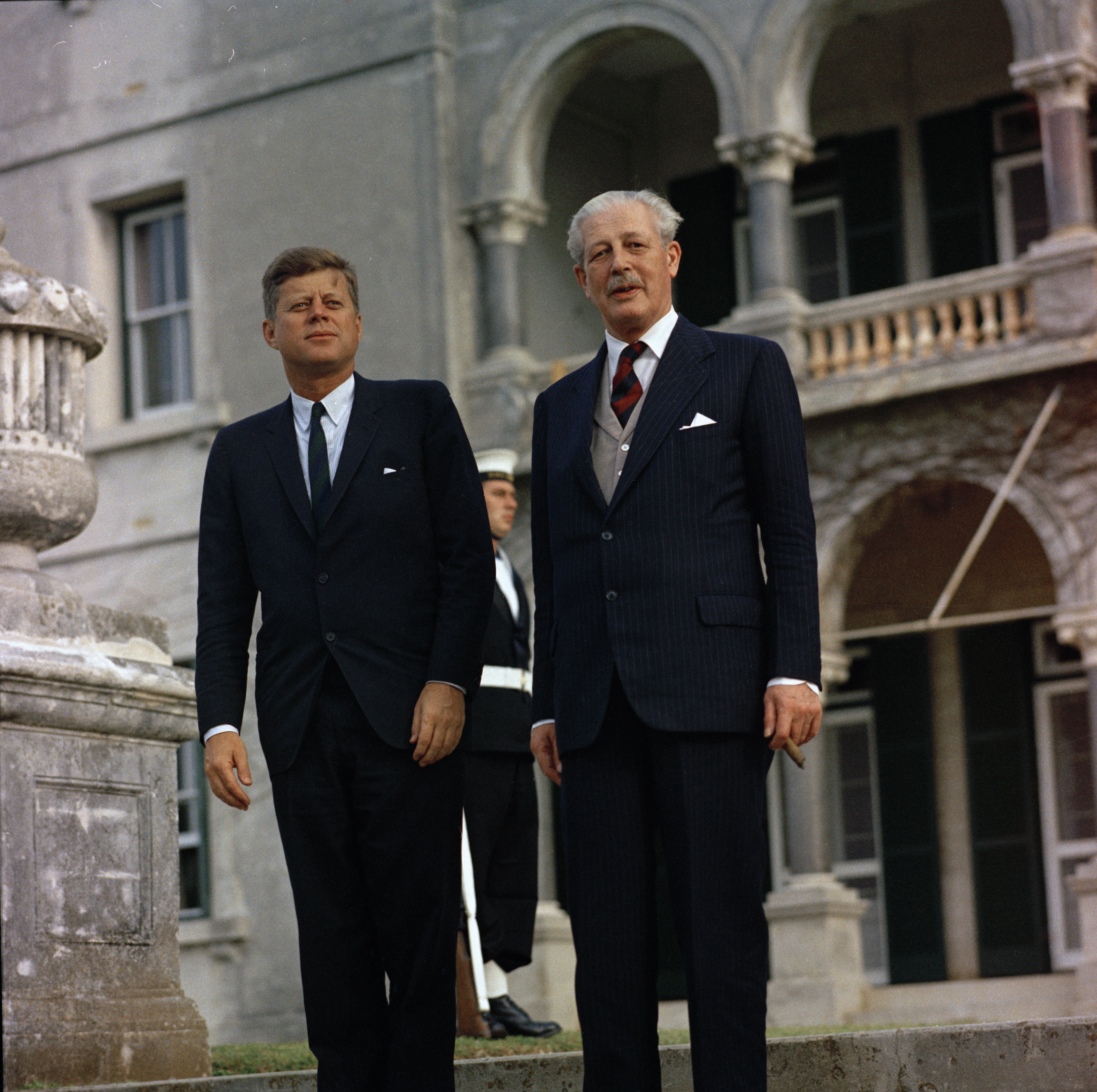
ハロルド・マクミラン（右）

このためプロヒューモは、ハロルド・マクミラン首相宛の手紙の中で、「議会での発言に嘘が含まれていた」と主張し、キーラーとの「親密な関係」については認めたが、「軍事機密の情報漏洩についてはなかった」と告白、謝罪して6月5日に辞任した。
プロヒューモは「保守党の輝かしい星」ともいわれた政治生命を、恥辱のうちに自ら葬り去ることを余儀なくされた。なお告白前、プロヒューモは女優であった妻のヴァレリー・ホブソンに事件の事実を話したが、妻はスキャンダルの渦中でも夫の言い分を支持していた。
なお当時は、プロヒューモがキーラーに対して職務上の機密を漏らしていたことや、キーラーがイワノフ大佐に対してプロヒューモから入手した機密情報を流していたという事実があったかは確認されていなかったこととされ、事件の早期の幕引きが図られた。
この「世紀のスキャンダル」にイギリス議会は混乱し、マクミランの責任問題にまで発展。マクミランは、3月17日の下院における内閣不信任案は切り抜けたものの、11月には健康上の理由で辞意を表明、1964年の総選挙では同党は労働党に敗北した。

## その後
その後、銃撃事件における裁判においてキーラーは偽証罪で懲役9カ月の判決を受け、1963年12月に投獄され、その後も好奇の目にさらされて生きることを余儀なくされた。また、その後プロヒューモは慈善事業に専念し、1975年に叙勲されるなど名誉を回復し2006年に死去した。
なお仲介者のウォードは1963年に刑事訴追され、保釈中の7月30日に服毒自殺を試み病院に搬送される。入院中に陪審は売春斡旋罪についての有罪評決と他のいくつかの容疑の無罪評決を行うが、言い渡しがなされぬままウォードは死亡する。

## 結果
なお事件発覚後に「イワノフ大佐とウォードは、キーラーに対して、アメリカの核ミサイルがいつ西ドイツに配備されるかプロヒューモに質問するように依頼した」と言われているが、その後の政府による調査の結果、プロヒューモがキーラーに対して軍事機密を含めた国家機密を話したか、また、キーラーがイワノフ大佐にそれらの話を流したかは証明されることはなかった。
しかし2010年代に入り、キーラーは「サンデー・ミラー」や「デイリー・テレグラフ」の取材に対して、自らが母国への裏切り行為を行ったこと、そして当時自らがそのことを理解していたことを公式に認めた。
なおこの事件の結果、プロヒューモのみならずマクミランも辞任を余儀なくされたうえに、保守党が1964年の総選挙で敗北するなどイギリス政界が混乱に陥ったことから、「イギリス政界を混乱させるためにソ連情報部（イワノフ大佐）の仕掛けたハニートラップによる作戦の成功」という評価をされることもある。

## 映画化
1989年に「スキャンダル」 (Scandal)の題名で映画化されている。